# Línea 310 (Buenos Aires)
La Línea 310 de colectivos urbanos recorre los partidos de San Martín y Tres de Febrero, Gran Buenos Aires. 
Sus unidades están pintadas de blanco con la clásica rosa de color rojo, siendo el cartel indicador de la línea de fondo blanco con el número en negro.

La actual empresa operadora de la línea es La Nueva Metropol S.A bajo la denominación "Isleña Metropolitana". Hasta fines de 2015 "Micro Omnibus General San Martín S.A.C", que también opera la línea 407, era su operadora; su primer prestatario fue la desaparecida SAN LORENZO, que también prestaba servicio con la línea 170, desaparecida actualmente, que unía la estación de Villa del Parque con Barrio U.T.A. en el límite entre Gral. San Martín y 3 de Febrero.
La oficina de administración se encuentra en Loma Hermosa, partido de Tres de Febrero.

## Recorridos que realiza
- San Martín - Loma Hermosa

Principales puntos del itinerario:
- Calle Francisco González y calle Moreno, estación "San Martín" (Ferrocarril General Bartolomé Mitre).
- Plaza central de General San Martín.
- Calle Alem y Avenida Balbín, "Hospital Eva Perón" de General San Martín.
- Avenida Eva Perón y Calle Río Pilcomayo, "Hospital Bocalandro" en Tres de Febrero